# Modiglione
Il modiglione (dal latino mutulus), detto anche modione, è una mensola scolpita che sostiene la parte superiore sporgente della cornice negli ordini architettonici e in particolare in quelli corinzio e composito, e più precisamente del tipo di cornice "con mensole" introdotto nell'architettura ellenistica e poi romana.

## Forme
I modiglioni possono essere di varie forme: quella più comune a Roma e nelle province occidentali dell'impero romano è a doppia voluta, decorata inferiormente da una foglia d'acanto e da nastri ad S sui fianchi, mentre nelle province orientali assumono a volte la forma di un piccolo architrave.

Modiglione a doppia spirale, Arte Neoclassica (ripresa dall'Arte Classica), dalle chiavi di volta del Campanile della Chiesa di Santa Maria Maggiore (Monteforte d'Alpone)

Il termine "modiglione" è in uso dal XVI secolo e, secondo la definizione di Filippo Baldinucci  si tratta di una specie di «mensola di varie forme che gli architetti pongono sotto il gocciolatojo de' cornicioni... e fanno ufficio di reggerli.». A. C. Quatremère de Quincy  ne registra alcune varietà: "a controsenso", "a piombo", "a mensola", "rampanti" e nota, come altri autori, che i modiglioni sono tipici dell'ordine corinzio scrivendo inoltre che: «I modiglioni sono rispetto al corinzio ciò che i mutuli sono rispetto al dorico.»

## Modiglioni (Modillons) in Francia

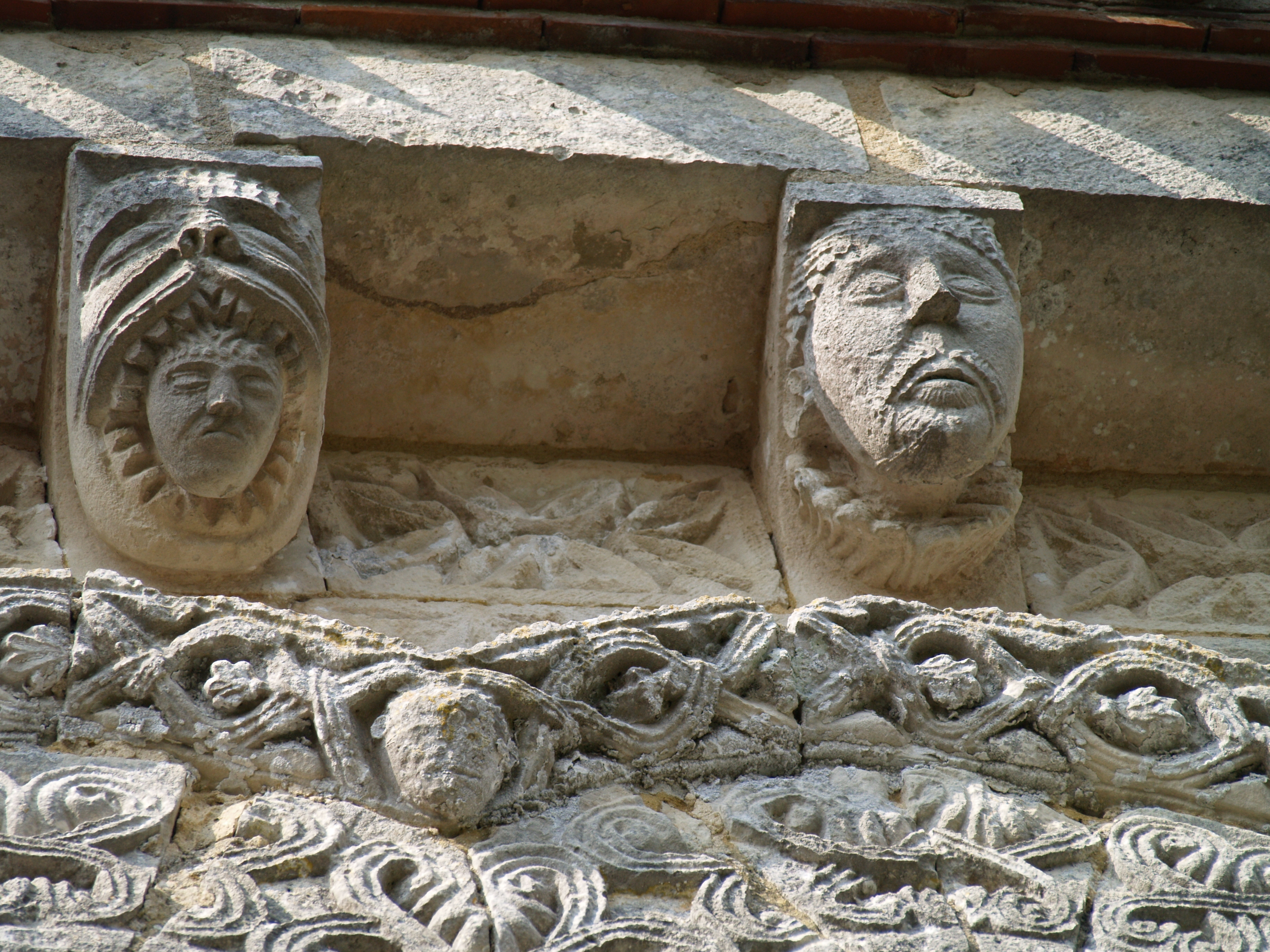
Modiglioni della chiesa di Notre-Dame a Rioux (Charente Marittima)
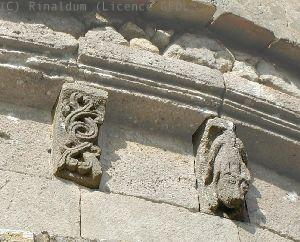
Modiglioni della chiesa di Carsac-de-Gurson (Dordogna)
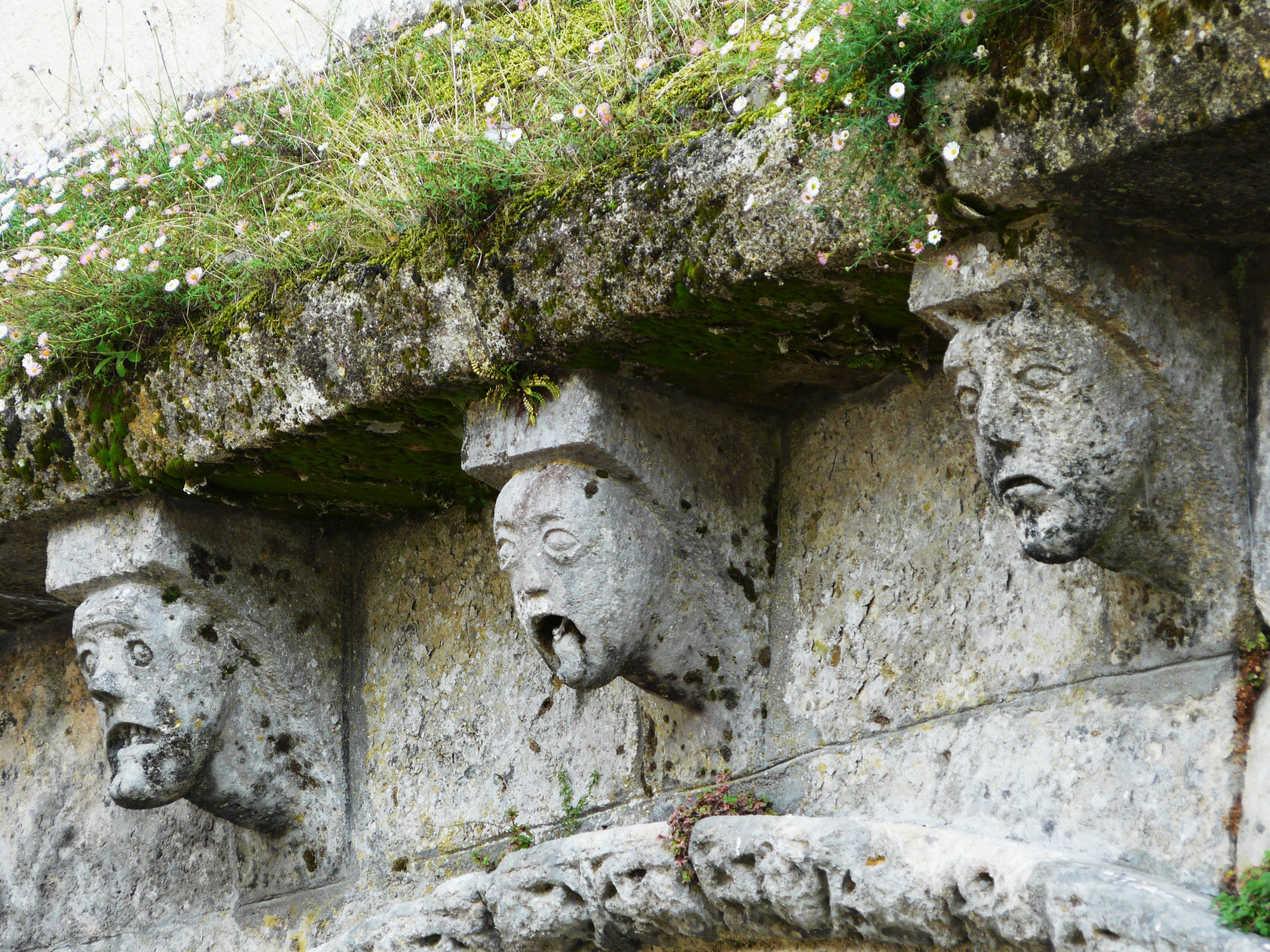
Modiglioni della chiesa di Notre-Dame a Guîtres (Gironda)
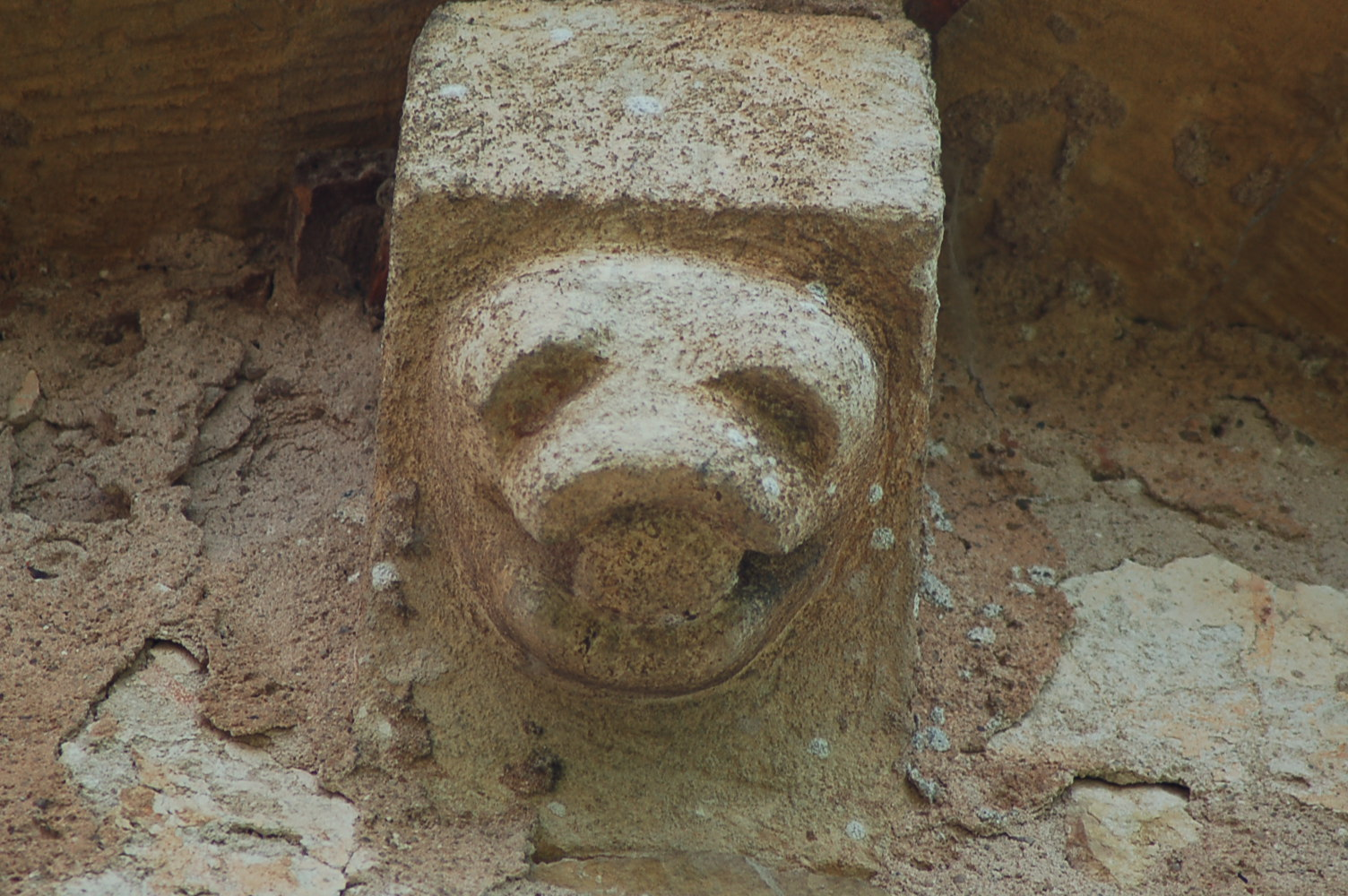
Modiglione romanico (inizio XII secolo a Coust nel Berry)
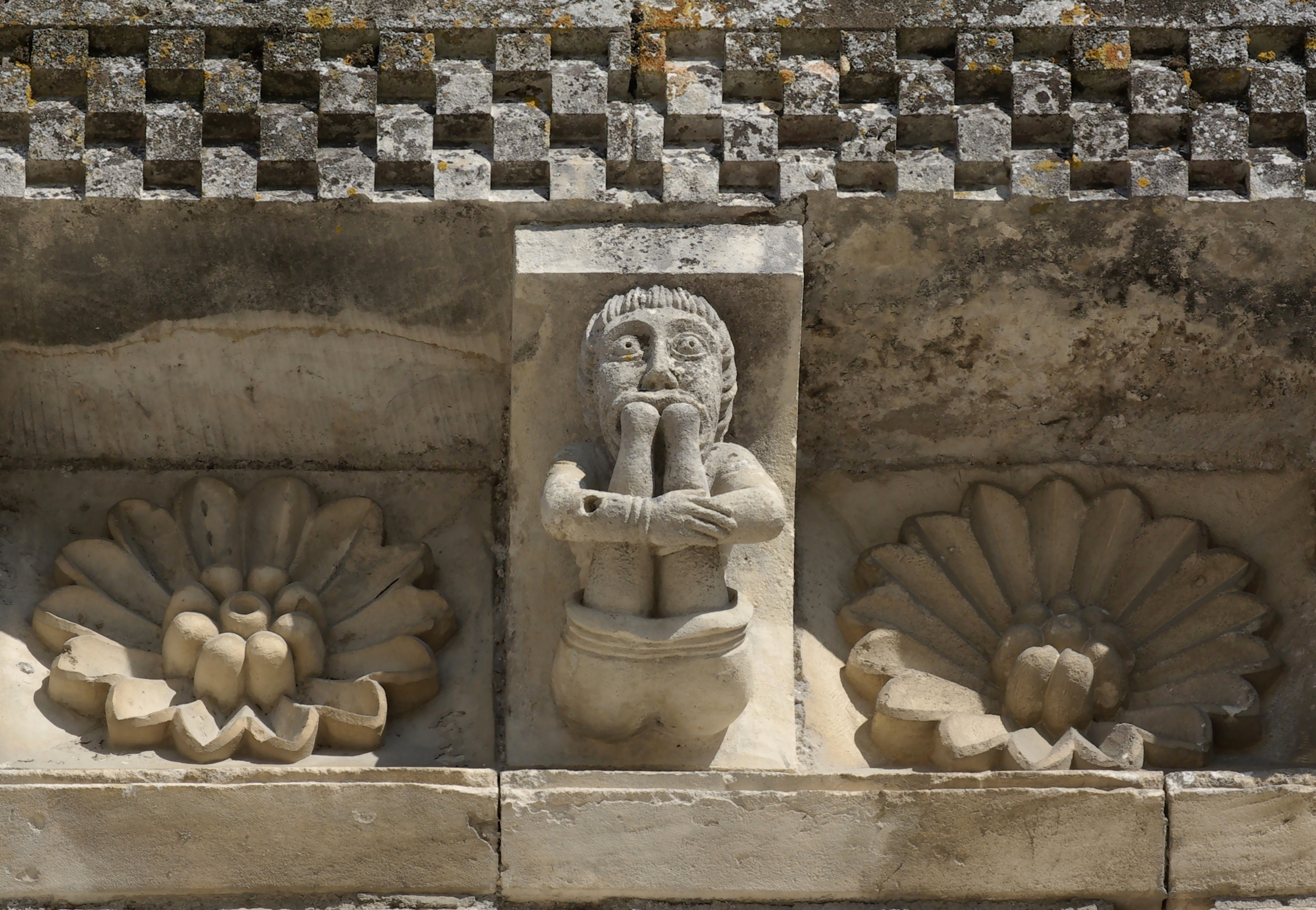
Modiglione della chiesa di Châteauneuf-sur-Charente